# West Broadway
Pour les articles homonymes, voir West of Broadway.
West Broadway est une rue de New York.

## Situation et accès
Cette voie de l'arrondissement de Manhattan, orientée Nord-Sud, débute au site du World Trade Center et se termine au Washington Park. Au nord de Houston Street, elle est appelée « LaGuardia Place ».

## Origine du nom
Le nom Broadway vient de l'anglais broad way, signifiant large voie, qui désigne une rue large.

## Historique
« West Broadway » était autrefois composé de deux rues : « Chapel Street » en dessous de Canal Street et « Laurens Street » au-dessus.
Après les années 1970, la rue a connu une gentrification marquée, avec l'arrivée de galeries d'art, de boutiques de luxe et de lofts résidentiels.
La partie située au nord de Houston Street, est devenue « LaGuardia Place », en hommage à l'ancien maire Fiorello LaGuardia
Avant les attentats du 11 septembre, « West Broadway » continuait au sud du World Trade Center et était considérée comme « Rotten Row ».

## Bâtiments remarquables et lieux de mémoire
On y trouve des boutiques de luxe. 

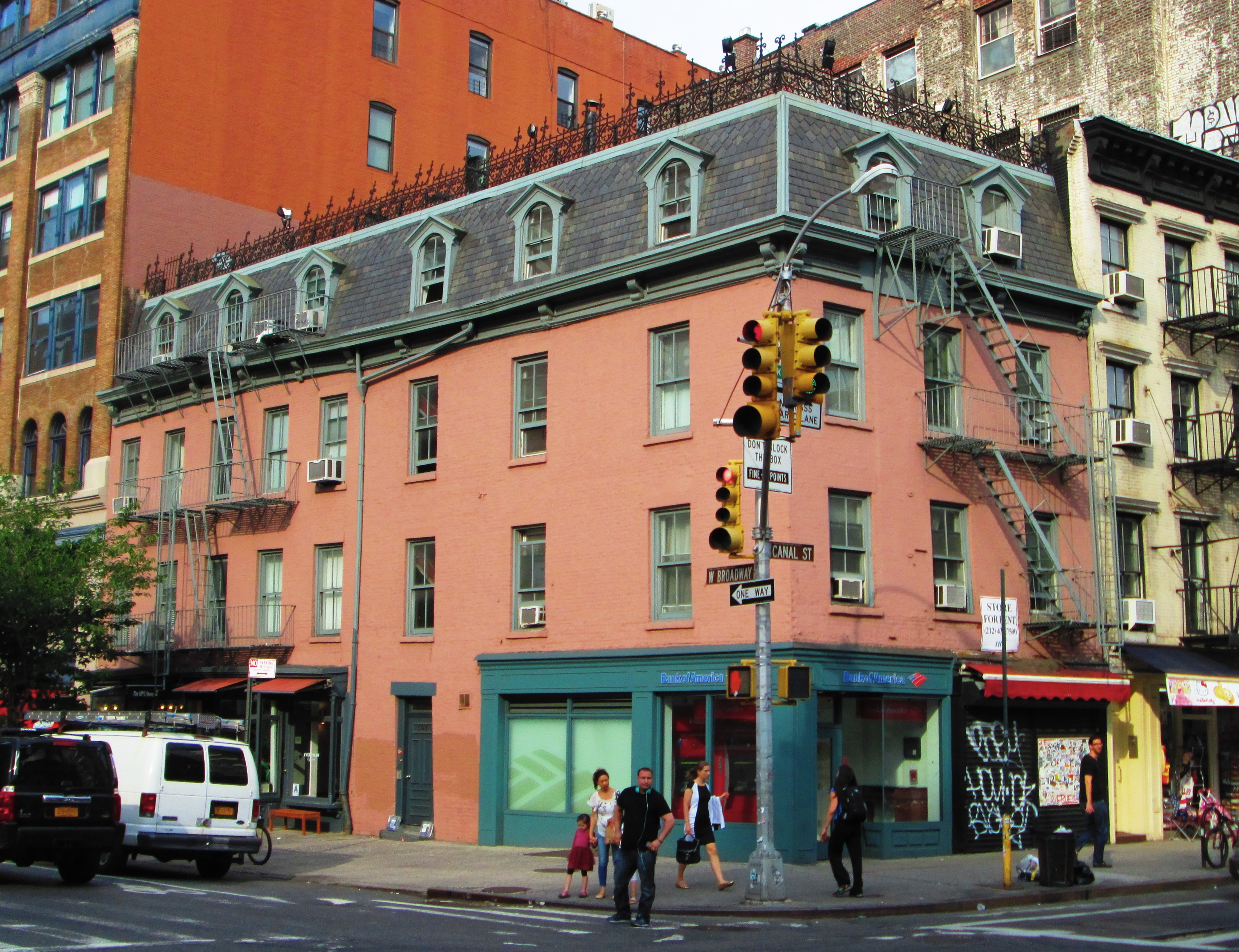
337 West Broadway.
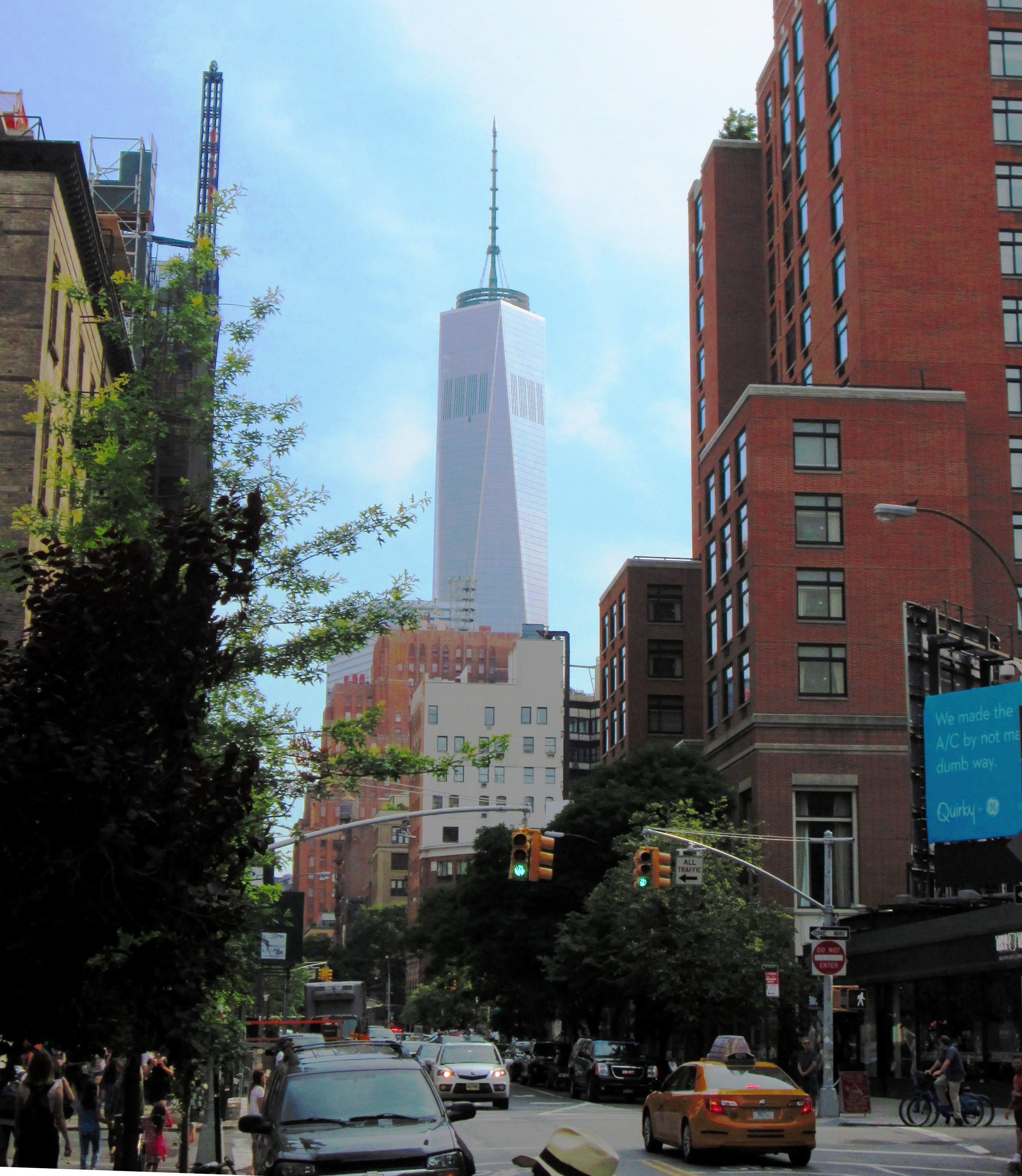
One World Trade Center vu depuis West Broadway.